# Заворсклянська сільська громада
Заворсклянська сільська об'єднана територіальна громада — колишня об'єднана територіальна громада в Україні, на територіях Новосанжарського та Полтавського районів Полтавської області. Адміністративний центр — село Заворскло.
Площа громади — 114,13 км², населення — 3302 мешканці (2018).
Утворена 19 вересня 2017 року шляхом об'єднання Писарівської сільської ради Новосанжарського району та Заворсклянської сільської ради Полтавського району.
12 червня 2020 року, відповідно до розпорядження Кабінету Міністрів України № 721-р «Про визначення адміністративних центрів та затвердження територій територіальних громад Полтавської області», була ліквідована шляхом приєднання до Терешківської сільскої громади.

## Населені пункти
До складу громади входять 7 сіл: Ватажкове, Головач, Заворскло, Лукищина, Минівка, Писарівка та Портнівка.